# Folsomides nepalicus
Folsomides nepalicus är en urinsektsart som beskrevs av Riozo Yosii 1971. Folsomides nepalicus ingår i släktet Folsomides och familjen Isotomidae. Inga underarter finns listade i Catalogue of Life.